# فرودگاه رلیزان
 فرودگاه رلیزان (به انگلیسی: Relizane Airport) یک فرودگاه همگانی با کد یاتا QZN است که یک باند فرود آسفالت دارد و طول باند آن ۱۳۰۰ متر است. این فرودگاه در کشور الجزایر قرار دارد و در ارتفاع ۸۶ متری از سطح دریا واقع شده است.